# Helene Fehdmer
Helene Fehdmer (18 de enero de 1872 - 12 de agosto de 1939) fue una actriz alemana.

## Biografía
Nacida en Königsberg, en aquel momento parte de Prusia Oriental, era hija del pintor George Fehdmer. Se crio en Berlín y Amberes, y en un principio quería trabajar como artista visual, al igual que sus cuatro hermanos, dedicándose inicialmente a la pintura, aunque cultivó una habilidad como escultora que demostró más adelante en diferentes trabajos realizados con cera.
Finalmente, Helene Fehdmer se interesó por la interpretación y tomó lecciones en Colonia. Tras su debut como actriz teatral en 1891 en el Kurtheater de Bad Wildbad, al siguiente año fue a Berlín para continuar su carrera en el Teatro Lessing. En esa ciudad también actuó en el Berliner Theater y en el Königsstädtisches Theater. Sin embargo, en el año 1898 se mudó a Viena para cumplir un compromiso con el Theater in der Josefstadt. Allí también participó con cierto éxito en algunas matinés literarias. 
A los dos años de permanecer en Viena, y tras una gira por Rusia, volvió a Berlín, donde actuó en el Trianontheater con piezas francesas de salón, desempeñando por vez primera papeles trágicos en el Theater am Schiffbauerdamm. Posteriormente actuó en el Deutsches Theater de Berlín, el Teatro Lessing, el Teatro Hebbel y, a partir de la Primera Guerra Mundial, en el Volksbühne. En este último actuó en piezas como Berg Eyvind und sein Weib, Nach Damaskus (de August Strindberg) y Wallensteins Tod (de Friedrich Schiller) junto al que fuera su marido desde el año 1905, el actor Friedrich Kayßler. Finalizada su estancia en el Volksbühne en 1923, Helene Fehdmer actuó en giras, principalmente por Alemania, pero también por el extranjero. Después fue actriz invitada en el Konzerthaus Berlin. El último papel de Helene Fehdmer se llevó a cabo durante los Juegos Olímpicos de Berlín 1936, y fue el de Condesa Bismarck en la obra Der Ministerpräsident, de Wolfgang Goetz.
Entre las obras más importantes en las cuales participó figuran Die Ratten (de Gerhart Hauptmann), Die Schmetterlingsschlacht, de Hermann Sudermann, El rey Lear (de William Shakespeare), El jardín de los cerezos (de Antón Chéjov) y Über unsere Kraft (de Bjørnstjerne Bjørnson). Uno de sus últimos grandes éxitos tuvo lugar en 1931 con el drama Der blaue Boll, escrito por Ernst Barlach.
Con la llegada del cine sonoro, la actriz participó en algunas películas. Su hijastro fue el actor Christian Kayßler. Helene Fehdmer falleció en el año 1939 en Grainau, Alemania. En memoria de su esposa, Friedrich Kayßler escribió tres años más tarde el libro Helene Fehdmer zum Gedächtnis, publicado por la editorial Rütten & Loenig en Potsdam.

## Filmografía
- 1930 : Es gibt eine Frau, die dich niemals vergißt
- 1931 : Luise, Königin von Preußen
- 1932 : Eine von uns
- 1932 : Das erste Recht des Kindes
- 1933 : Die vom Niederrhein
- 1934 : Der ewige Traum
- 1935 : Friesennot
- 1937 : Der Herrscher
- 1938 : Ballade